# 永樂大鐘
永樂大鐘，又稱華嚴鐘，於明朝永乐二十二年（1424）鑄製，所以叫“永乐大钟”。鐘面上、下、內、外合共刻有近23萬字，是中國現存最大型的青銅鐘，有國寶、「鐘王」之美譽，亦為世界最大的佛鐘以及世界上鑄有最多文字的大鐘，現藏北京市西北郊北三環路的大鐘寺。

## 概貌
永樂大鐘重46.5噸，高6.75米，鐘肩外徑2.4米，口沿外徑3.3米。鐘壁的厚度不一，由最薄處厚94毫米的鐘腰部份到最厚處達185毫米的鐘口部份不等。大鐘寺古鐘博物館的張鶴就曾指當地曾有句回文俗語：「人過大鐘寺，寺鐘大過人。」，足見其規模。大鐘由合金所成，主要比例為銅80.54％、錫16.40％及鉛1.12％，此外亦含有鐵、鎂、金和銀，當中含金18.6公斤、含銀38公斤。專家指當金鑄在銅器時，可防止銹蝕，銀則有助提高澆鑄液的流動性。

永樂大鐘至今歷經數百年來的地震和風雨卻依然保存良好，且未被銹蝕；其鐘聲依然澎湃，餘音可持續3分鐘之長，遠至4、5公里外。明代蔣一葵在《長安客話》中對永樂大鐘的有關記載：「聲聞數十里，其聲宏宏，時遠時近，有異他鐘」。大鐘在聲學特性、力學結構及鑄造的工藝上都居於當時世界領先的水準。

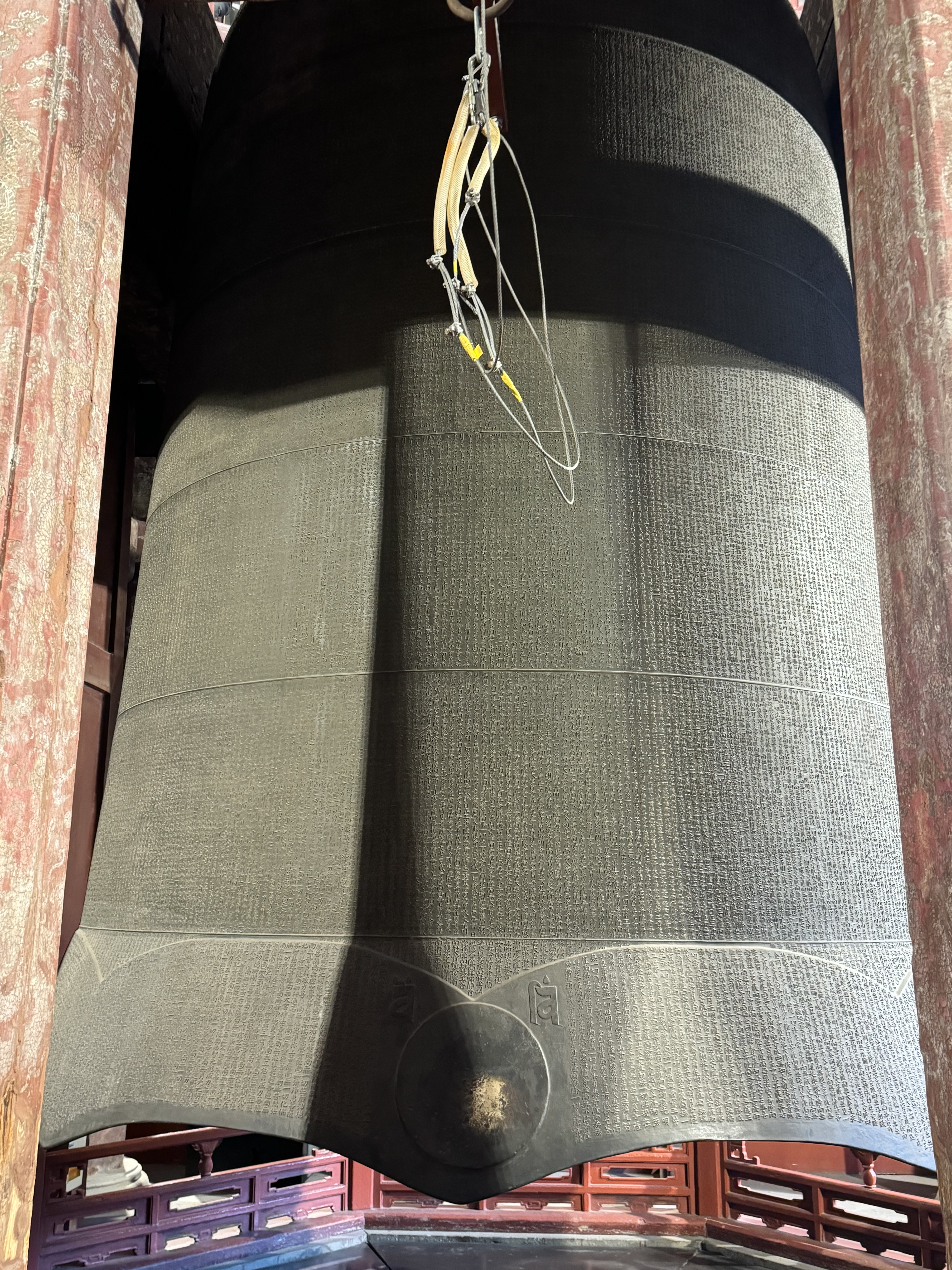
大钟敲击处（钟左侧）
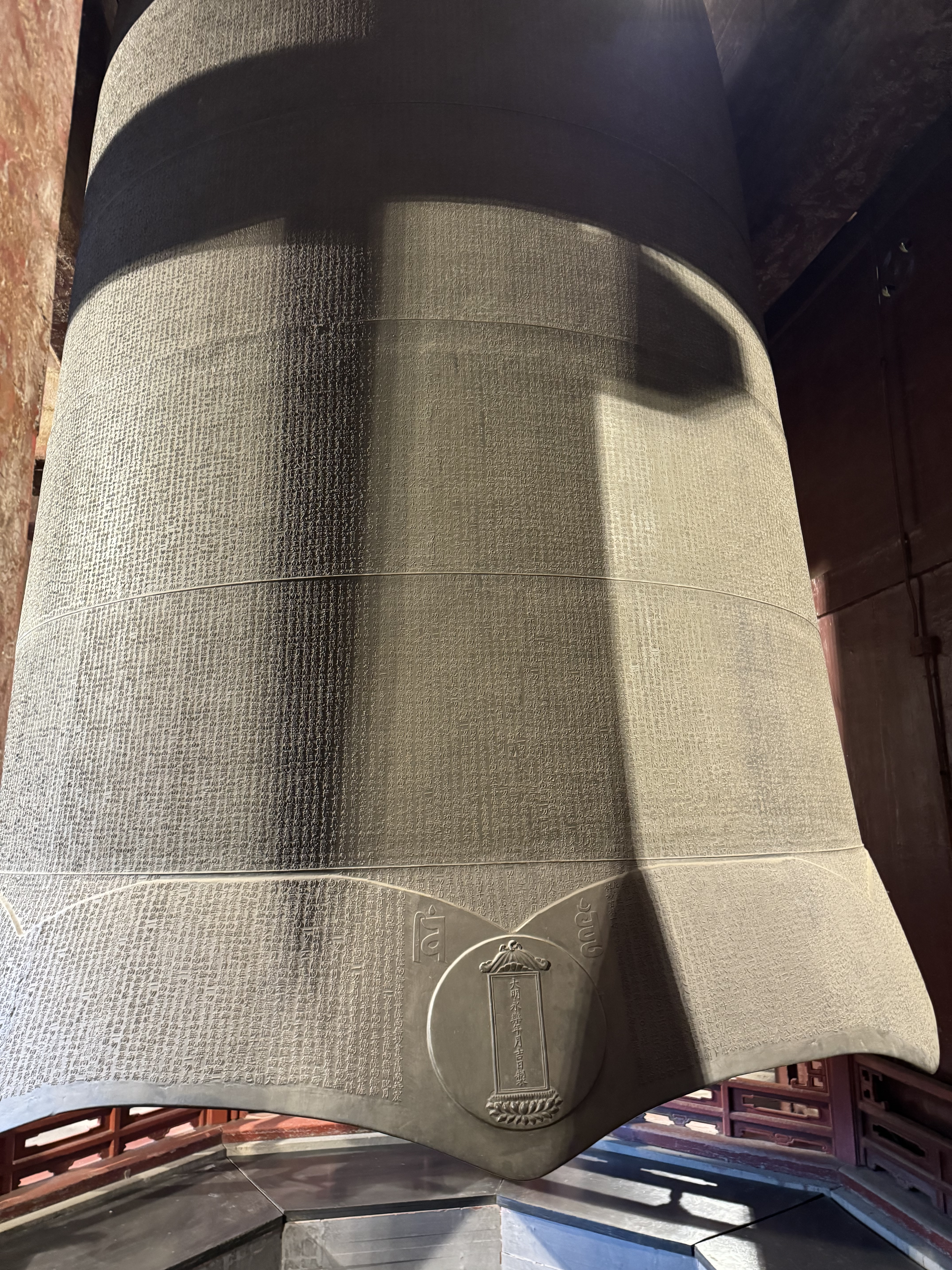
"大明永乐年月吉日制"铭文（钟右侧）

## 历史
永樂大鐘據說由明代官員姚廣孝負責鑄製，利用地坑造型、表面陶范的泥型法製作。鐘身以泥范鑄成，共七層外范，呈圈形，每層與范芯套合直至鐘頂，先將鑄好了的蒲牢（鐘紐）嵌入，然後澆鑄過後合而為一。
大鐘初時在北京德勝門鑄鐘廠鑄造，後被移至城內漢經廠，於1573年－1620年間（明萬曆年間）改放於西郊的萬壽寺，至1751年（清乾隆八年）被置放到覺生寺，自此便沒有再被搬遷過。重46.5噸的大鐘在從萬壽寺搬到大鐘寺期間也歷盡艱辛：工人首先在每隔半里的地方打下一口井，然後在冬天時用井水潑成冰道，再利用冰道拖拉的方法，將大鐘慢慢地拉到大鐘寺。之後，要處理的便是將大鐘懸掛：第一個步驟是修築鐘座，在四方安設六根柱子和大梁，再用上各種方法先將大鐘逐小提高，後在下面的空隙堆土，再來是將柱子立好並架上大梁，然後將大鐘慢慢地懸掛在大梁上，最後將大鐘下方的土堆一點一點地移離。

## 源起
一說永樂大鐘是明成祖朱棣為了贖罪而鑄的。另一說法為明成祖對自己派遣鄭和下西洋、倡議編纂永樂大典和遷都北京的文治武功十分滿意，於是便傳令鑄製一具大鐘以作紀念，便成為日後的永樂大鐘。

## 銘文
永樂大鐘的鐘身的內外表面上一共鑄了23万0184字，100多項的漢、梵文字，漢字銘文總數約22万6266字，梵文銘文約5400字（音節）。相傳這些銘文是來自明代書法家沈度，他率領北京城中的名士先在宣紙上將佛經經文書寫，再用硃砂反印於鐘模上，然後經工匠細心雕刻成凹陷的經文，然後便將銅汁灌入鐘模並成型，之後成為流傳至今的永樂大鐘上的銘文。

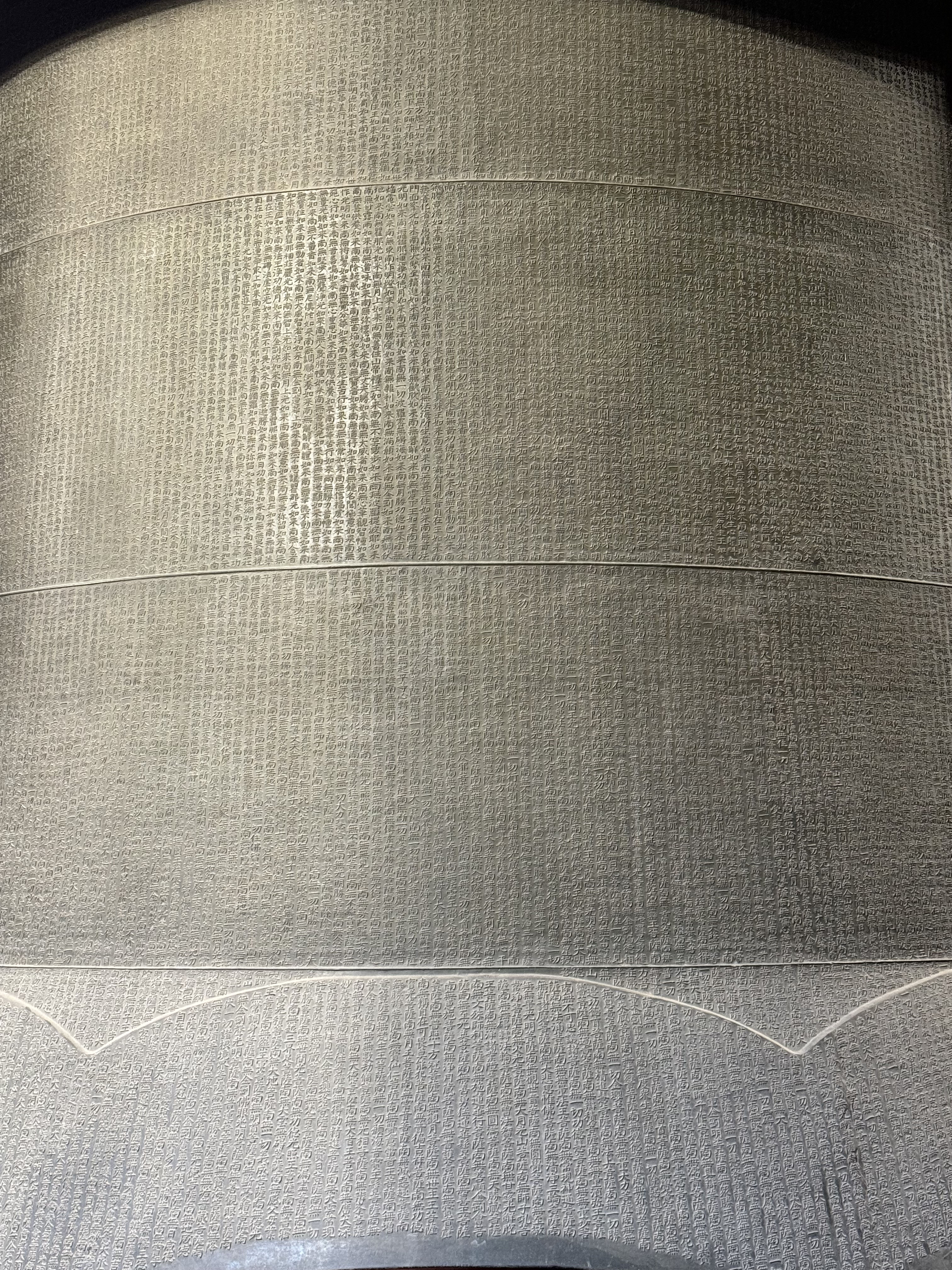
经文特写

1996年，古钟博物馆组织专业人员进行补拓，專家們花費了4年時間才將製成拓本，再編成《永樂大鐘銘文真跡》。2013年10月起，大钟寺博物馆与北京计算中心的专家利用3D扫描等方式，經過半年的作業，完整將大鐘上的銘文數位拓印下來。
鐘上的漢文佛經包括：《諸佛世尊如來菩薩尊者神僧名經》、《法華經》、《金剛經》及《摩訶般若波羅蜜多心經》等等，更有一些沒有紀錄在任何文獻上的經典，甚為珍貴。然而，不少人以為永樂大鐘的別名「華嚴鐘」是起源於鐘上所鑄有的《華嚴經》，不過學者卻未曾在鐘上找到有關經文，故對於「華嚴鐘」這名字的來源目前尚未有結論。
梵文經咒方面，專家分別在1981年和2001年進行了兩次有系統的的鑒定研究。1981年，中國佛教協會的梵文專家郭元興初步地翻譯了鐘上百多種梵文的名稱。2001年11月20日，北京大學教授兼國學大師季羨林及其弟子再次親身考察，他們認為鐘上的梵文經咒中大致分為種子字、曼荼羅、陀羅尼三部分，各代表着一些特殊的經文、教義和規範。而這次又實地考證鐘上的藍札體（梵語譯音，又譯藍查體）梵文，為一種拼音式古代印度文。據釋，藍札體梵文發源於11世紀的南印度，卻主要在北印度、孟加拉和克什米爾等地流通，後來13世紀時經尼泊爾傳至西藏，再流入中國。
季羨林委託弟子北大教授張保勝對當中的梵字陀羅尼作出詳盡的解讀和詮釋，後者經過大量考證及整理後，終於完成《永樂大鐘梵字銘文考》一書流行於世。。

## 大鐘寺與永樂大鐘

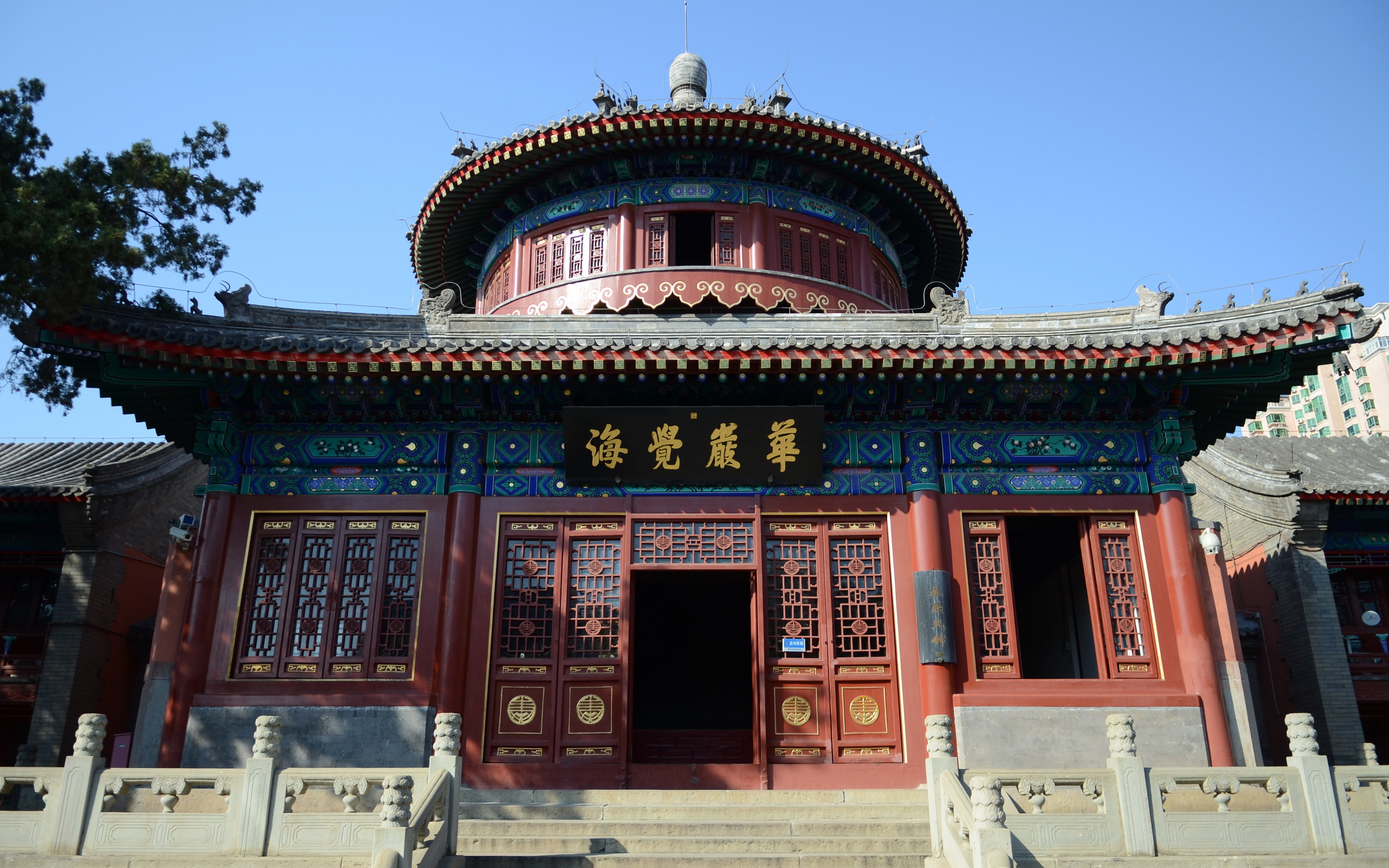
大鐘寺内悬挂永樂大鐘的钟楼

大鐘寺原名為覺生寺，在1733年（清雍正十一年）開始在當地一個舊稱曾家庄的地方修建而成，總面積約3萬平方米。然而，覺生寺雖然過了一年多便完成，永樂大鐘卻及至1751年（乾隆八年）才從萬壽寺成功移至覺生寺（一說搬遷的原因是萬壽寺地理方位不祥，影響清朝皇廷的興盛），及後該寺亦因保存着永樂大鐘而被民間開始稱為大鐘寺。1787年（乾隆五十二年）起，覺生寺開始成為皇家祈雨的地方，一直沿至清朝滅亡。1957年10月28日，覺生寺被公佈為北京市第一批文物保護單位。文革期間，因無人管理，寺院變成廠房，廟內建築凄涼破敗。1985年10月，國家特別撥款重修覺生寺，並同時創立了大鐘寺古鐘博物館，是目前全國唯一以收藏、展覽、研究、開發利用古鐘和古鐘資料、傳播古鐘文化知識為宗旨的專題性博物館，館內合共收納了元、明、清三朝古鐘近160具。1996年，大鐘寺被列入全國重點文物保護單位。
永樂大鐘現時置放於大鐘寺最北面的大鐘樓，鐘樓的門上仍懸掛着一塊由乾隆御筆親提的匾額──「華嚴覺海」。
大鐘寺的廟會近年重新開放，舊時每年春節正月初一起，開廟半月，遊人雲集，原來更有「打金錢眼」等活動，很是熱鬧，當時春節期間每天還會敲鐘108響。直至近年，北京一帶旅遊事業發達，因此復辦廟會，並增加了新年鳴鐘的傳統，不過只限在初一至初三3天，每天早、午、晚三遍。